# Västkustvägen
Västkustvägen kallas den väg som går längs västkusten från Malmö till Göteborg, i stort sett en del av den sträcka som tidigare hette Rikstvåan och nu är ersatt av motorvägen på E6/E20. Västkustvägen är ett inofficiellt namn på denna väg.
Ett antal vägar i Sverige kallas officiellt Västkustvägen enligt kommunal namngivning, ofta delar av ovannämnda väg:
- I Arlöv (Burlövs kommun) är Västkustvägen namnet på en stor väg, som går mellan E6 och mot Malmö hamn. Den är motorväg längs större delen av sträckan. Den kallas Västkustvägen även den korta sträckan inom Malmö kommun
- I Bjärred, Skåne län finns Södra och Norra Västkustvägen.
- I Varberg heter den äldre förbifarten i östra delen av tätorten Västkustvägen.
- I Halmstads kommun heter en del av den gamla västkustvägen norr om staden Kustvägen, men den övergår sedan i Karlsrovägen en bit norr om flygplatsen.
- I Hedemora och Vansbro finns också gator med detta namn, dock med syftning på den lilla orten Västkusten i Hedemora kommun.